# قرار مجلس الأمن التابع للأمم المتحدة رقم 1711
قرار مجلس الأمن التابع للأمم المتحدة رقم 1711، الذي اتخذ بالإجماع في 29 سبتمبر 2006، بعد أن ذكر بجميع قراراته السابقة بشأن الحالة في جمهورية الكونغو الديمقراطية، بما فيها القرارات 1565 (2004)، 1592 (2005)، 1596 (2005)، 1621 ( 2005)، 1628 (2005)، 1635 (2005)، 1671 (2006)، 1693 (2006) والقرارات 1650 (2005) و1669 (2006) و1692 (2006) بشأن الحالة في بوروندي ومنطقة البحيرات الكبرى الأفريقية، مدد المجلس ولاية بعثة الأمم المتحدة في جمهورية الكونغو الديمقراطية حتى 15 فبراير 2007.

## القرار

### أعمال
ومدد القرار بموجب الفصل السابع تفويض بعثة الأمم المتحدة في جمهورية الكونغو الديمقراطية حتى 15 فبراير 2007 بقوامها الحالي. تم تجديد النقل المؤقت لكتيبة مشاة واحدة ومستشفى طبي و50 مراقبا عسكريا من عملية الأمم المتحدة في بوروندي إلى بعثة الأمم المتحدة في الكونغو الديمقراطية حتى 31 كانون الأول / ديسمبر 2006. طُلب من الأمين العام كوفي عنان اتخاذ خطوات نحو تقليص القوة الإضافية بحلول 15 فبراير 2007. وسيجري استعراض ولاية البعثة بعد إتمام العملية الانتخابية.
ودعا المجلس السلطات الكونغولية إلى ضمان إجراء انتخابات حرة ونزيهة وشفافة، حيث يتعين على قوات الأمن أن تظل محايدة طوال الوقت. وأكد من جديد أهمية تجميع قوات أمن غير شرطية في العاصمة كينشاسا. علاوة على ذلك، تم حث السلطات على الامتناع عن استخدام العنف أو التهديد باستخدام القوة من أجل منع الانتخابات.

## روابط خارجية
- نص القرار في undocs.org